# Rhamphus subaeneus
Rhamphus subaeneus är en skalbaggsart som först beskrevs av Johann Karl Wilhelm Illiger 1807.  Rhamphus subaeneus ingår i släktet Rhamphus, och familjen vivlar. Arten har ej påträffats i Sverige.